# ELENA
ELENA (Extra Low ENergy Antiproton ring) — накопительное кольцо в международном исследовательском центре ЦЕРН для замедления и охлаждения пучков антипротонов.
Пучок антипротонов с кинетической энергией 5,3 МэВ инжектируется в кольцо ELENA из накопителя AD (Antiproton Decelerator), далее он замедляется в обычном синхротронном режиме, при этом поперечный эмиттанс сдерживается за счёт электронного охлаждения. Периметр кольца 30,4 м составляет 1/6 от периметра AD. Выпуск замедленного пучка предполагается с энергией 100 кэВ. ELENA создавалась для того, чтобы повысить эффективность производства холодных антипротонов, которые используются в экспериментах с ловушками (ATHENA, ASACUSA, ATRAP). До этого пучок антипротонов замедлялся прохождением через слои фольги, эффективность прохождения частиц при этом не превышала 0,3 %. С использованием нового кольца-замедлителя она должна возрасти на 1-2 порядка.
Для запуска и наладки на кольце имеется два инжектора, пучков протонов и ионов H−. Первый пучок был захвачен в ноябре 2016. Первые антипротоны захвачены в августе 2017.

## Эксперименты
- ALPHA-g — эксперимент, показавший в 2023 году, что антиматерия гравитирует (на примере притяжения Землёй) так же, как и обычная материя[3]. Возможность антигравитации была экспериментально исключена.